# تیراندازی ۲۰۱۷ فرودگاه فورت لادردیل
در تاریخ ۶ ژانویه ۲۰۱۷ یک تیراندازی جمعی در فرودگاه بین‌المللی فورت لادردیل–هالیوود در شهرستان برآورد، فلوریدا به وقوع پیوست. حمله در حدود ساعت ۱۲:۵۵ یوتی‌سی ۵:۰۰- در نزدیکی بخش تحویل گرفتن بار و چمدان‌ها در ترمینال ۲ به وقوع پیوست. پنج تن کشته شدند و سیزده تن دیگر به بیمارستان انتقال داده شدند و یک مظنون دستگیری شده است.